# St. Getreu (Bamberg)

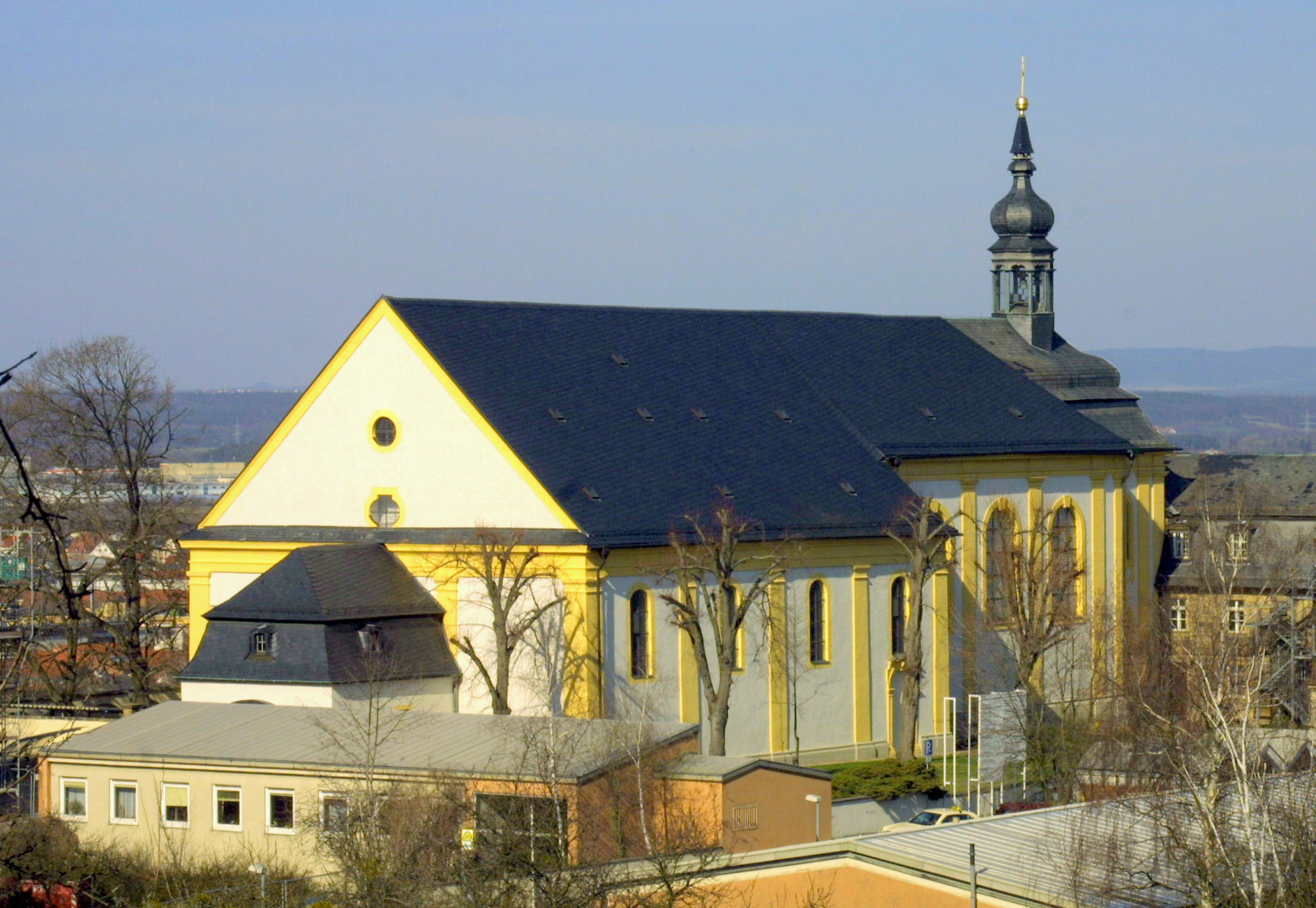
St. Getreu in Bamberg

St. Getreu oder lateinisch St. Fides (Getreu ist eine altertümliche Bezeichnung für Glaube) ist eine ehemalige Benediktinerpropstei in Bamberg, in der und angeschlossenen Neubauten heute die Nervenklinik der Sozialstiftung Bamberg, das Klinikum am Michelsberg untergebracht ist.
St. Getreu liegt auf einer Anhöhe über dem Kloster Michelsberg und wurde bereits im Jahr 1124 eingeweiht. Zwischen 1652 und 1732 entstand die heutige barocke Kirche.
Die Kirche besitzt eine interessante Ausstattung, Deckengemälde aus der Zeit um das Jahr 1760, einen Hochaltar aus dem Jahr 1733 mit einer spätgotischen Muttergottes des 15. Jahrhunderts.

## Orgel
Die Orgel wurde von dem Orgelbauer Eusebius Dietmann (Lichtenfels) erbaut. Das Instrument hat 27 Register auf zwei Manualen und Pedal. Die Spiel- und Registertrakturen sind elektrisch.
| I Hauptwerk C–g3 |       |
| Bourdon          | 16′   |
| Prinzipal        | 8′    |
| Gedackt          | 8′    |
| Quintade         | 8′    |
| Salicional       | 8′    |
| Gedacktflöte     | 4′    |
| Oktave           | 4′    |
| Quinte           | 2 ⁄3′ |
| Oktave           | 2′    |
| Mixtur IV-V      | 1 ⁄3′ |
| Helle Trompete   | 8′    |

| II Brustwerk C–g3 |        |
| Hornprinzipal     | 8′     |
| Rohrflöte         | 8′     |
| Dolze             | 8′     |
| Querflöte         | 4′     |
| Weitprinzipal     | 4′     |
| Nachthorn         | 2′     |
| Terz              | 1 3⁄5′ |
| Sifflöte          | 1′     |
| Zymbel III        | 1⁄2′   |
| Krummhorn         | 8′     |
| Tremulant         |        |

| Pedalwerk C–f1 |     |
| Subbass        | 16′ |
| Sanftbass      | 16′ |
| Streichbass    | 8′  |
| Oktavbass      | 8′  |
| Choralbass     | 4′  |
| Stille Posaune | 16′ |

- Koppeln: II/I, I/P, II/P; Sub- und Superoktavkoppeln
- Spielhilfen: zwei freie Kombinationen, freie Pedalkombination, Tutti, Crescendowalze, Einzelzungenabsteller

## Glocken
Im Dachreiter hängen zwei Glocken. Sie bildeten einst den Rahmen eines zusammenhängenden dreistimmigen Geläuts, dessen mittlere Glocke nach der Säkularisation, im Jahre 1806, ins benachbarte Mühlendorf verkauft wurde.
Das Geläut wurde 1733 vom Bamberger Glockengießer Johann Ignatius Höhn mit einer hervorragenden künstlerischen Gestaltung gegossen. Die drei Glocken sind musikalisch und inhaltlich mit dem Topos der Dreifaltigkeit aufgeladen: Die Glocken bilden einen Dreiklang. Neben einer Muttergottes-Widmung aller Glocken fallen die übrigen Patronate trinitarisch aus. Diese Dreifaltigkeitsverehrung findet seine künstlerische Grundlage in der entsprechenden Ausgestaltung der Kirche. Mit dem Verkauf der mittleren Glocke wurde diese Einheit auseinandergerissen.
| Nr. | Name                        | Gussjahr | Gießer, Gussort               | Durchmesser | Masse   | Schlagton (HT-1/16) | heutiger Ort |
| --- | --------------------------- | -------- | ----------------------------- | ----------- | ------- | ------------------- | ------------ |
| 1   | Dreieiniger Gott            | 1733     | Johann Ignatius Höhn, Bamberg | 660 mm      | ≈150 kg | e2 −4               | Bamberg      |
| 2   | Heiland (Wetterglocke)      | 1733     | Johann Ignatius Höhn, Bamberg | 551 mm      | ≈90 kg  | g2 −1               | Mühlendorf   |
| 3   | Heiliger Geist (Messglocke) | 1733     | Johann Ignatius Höhn, Bamberg | 454 mm      | ≈50 kg  | h2 −11              | Bamberg      |